# استان خودگردان چوواشستان
استان خودگردان چوواشستان (به لاتین: Chuvash Autonomous Oblast) یکی از ابلاست‌های خودمختار اتحاد شوروی در اتحاد جماهیر شوروی سوسیالیستی است که در جمهوری فدراتیو سوسیالیستی روسیه شوروی واقع شده بود. این استان از ۲۴ ژوئن ۱۹۲۰ تا ۲۱ آوریل ۱۹۲۵ پیش از آن که بخشی از جمهوری خودگردان چوواشستان شود، یک استان خودمختار بود. این استان شامل شماری از شهرستان‌های استان‌های کازان و اولیانوفسک پیشین بود.